# Ožbalt Gutsman
Ožbalt Gutsman, slovenski jezuit, filolog in nabožni pisatelj, * 4. avgust 1727, Grabštanj (Grafenstein) na Koroškem, † 14. maj 1790, Celovec.

## Življenjepis
Gutsman se je šolal v Kremsu, Leobnu na Dunaju, v Zvolenu na Slovaškem in v Gradcu. Po končanih teološkem študiju se je okoli leta 1760 kot jezuit in potujoči misijonar vrnil v Celovec.

## Delo
Gutsman je okoli 30 let aktivno posegal v jezikovno-knjižno delovanje na Koroškem. Sestavil in prevedel je več nabožnih spisov v koroški različici slovenskega jezika in se pri tem opiral na »kranjsko« knjižno izročilo.
Leta 1777 je izdal metodološko dovršeno slovensko slovnico Windische Sprachlehre, leta 1789 pa slovar Deutsch-windisches Wörterbuch. Slovnica, ki je tretja slovenska slovnica, sloni na koroških narečjih. Doživela je šest izdaj; zadnjo, ki jo je priredil Urban Jarnik 1829. Gutsman je v slovenščini pravilno sestavil šest sklonov, njegov slovar pa je v besedni zaklad slovenskega knjižnega jezika prispeval obilico lepih koroških besed, novih tvorb in izposojenk.